# Lista episoadelor din Seraph of the End
Seraph of the End este cunoscut și ca Owari no Seraph.
Lista episoadelor din Seraph of the End cuprinde episoadele din anime-ul Seraph of the End, care într-o zi, a apărut un virus misterios pe Pământ, care a ucis pe toată lumea, mai puțin copiii de la 13 ani în jos. În același timp, au apărut vampirii, care i-au transformat pe copii în sclavi. Aceasta e povestea unui băiat pe nume Hyakuya Yuuichirou, care e folosit ca rezervă de hrană de către vampiri, împreună cu restul copiilor de la Orfelinatul Hyakuya. Chiar și în captivitate, Yuuichirou are vise mărețe, și anume să ucidă vampirii. Pe toți.

### Episoade

#### Seraph of the End: Vampire Reign
Seraph of the End: Vampire Reign este cunoscut și ca Owari no Seraph.
Această listă cuprinde episoadele din primul sezon al anime-ului Seraph of the End, numit Seraph of the End: Vampire Reign.
1. Lumea legii sângelui
2. Umanitate după cădere
3. Demonul dinăuntrul tău
4. Vampirul Mika
5. Contractul Demonului Negru
6. Noua familie
7. Trupa Mitsuba
8. Prima exterminare
9. Atacul Vampirilor
10. Rezultatele alegerii
11. Reuniunea prietenilor din copilărie
12. Toți sunt păcătoși

#### Seraph of the End: Battle in Nagoya
Seraph of the End: Battle in Nagoya este cunoscut și ca Owari no Seraph: Nagoya Kessen-hen.
Această listă cuprinde episoadele din cel de-al 2-lea sezon al anime-ului Seraph of the End, numit Seraph of the End: Battle in Nagoya.
1. Lumea umană
2. Conexiuni complicate
3. Ambiție în Armata Demonilor
4. Ordinele Lunii Demonilor
5. Revolta vitelor
6. Sabia Justiției
7. Shinoa și Guren
8. Cântecul Demonilor
9. Trădătorii aliați
10. Yu și Mika
11. Iubire arogantă
12. Serafimul sfârșitului

### Special

#### Seraph of the End Special
Această listă cuprinde special, specialurile fiind episoade care arată întâmplări ce nu au legătură cu episoadele.
1. Numărul 1
2. Numărul 2
3. Numărul 3
4. Numărul 4
5. Numărul 5
6. Numărul 6
7. Numărul 7
8. Numărul 8
9. Numărul 9